# マニ教宇宙図
『マニ教宇宙図』（マニきょううちゅうず）または『宇宙図』は、元代前後の中国で描かれた、マニ教の宇宙観を示した絵画。
長らく失われていたが、2010年、日本で仏教画として伝存していたものを、京都大学教授の吉田豊らが発見し、学界で国際的に注目された。
日本への伝来時期は不明。個人蔵。

## 成立
3世紀メソポタミアに起こったマニ教は、シルクロードを経由して中国にも伝わった。中国では諸王朝に弾圧されつつも、江南の浙江や福建で秘密結社的に存続した。
本図は元代前後の江南で描かれた。これは当時の仏教画との比較などに基づく。宗教に寛容だった元代に、マニ教徒が仏画工房に絵画を発注したと推測される。

## 内容
縦137.1cm、横56.6cmの絹布に彩色で描かれている。
マニ教は絵解きを伝統的に重視しており、本図には多くの情報が詰め込まれている。
マニ教の宇宙である「十天八地」（10層の天と8層の大地）に、須弥山に似た大樹や、十王に似た審判官が描かれている。白衣を着たマニと思われる人物が繰り返し登場する。

### ギャラリー

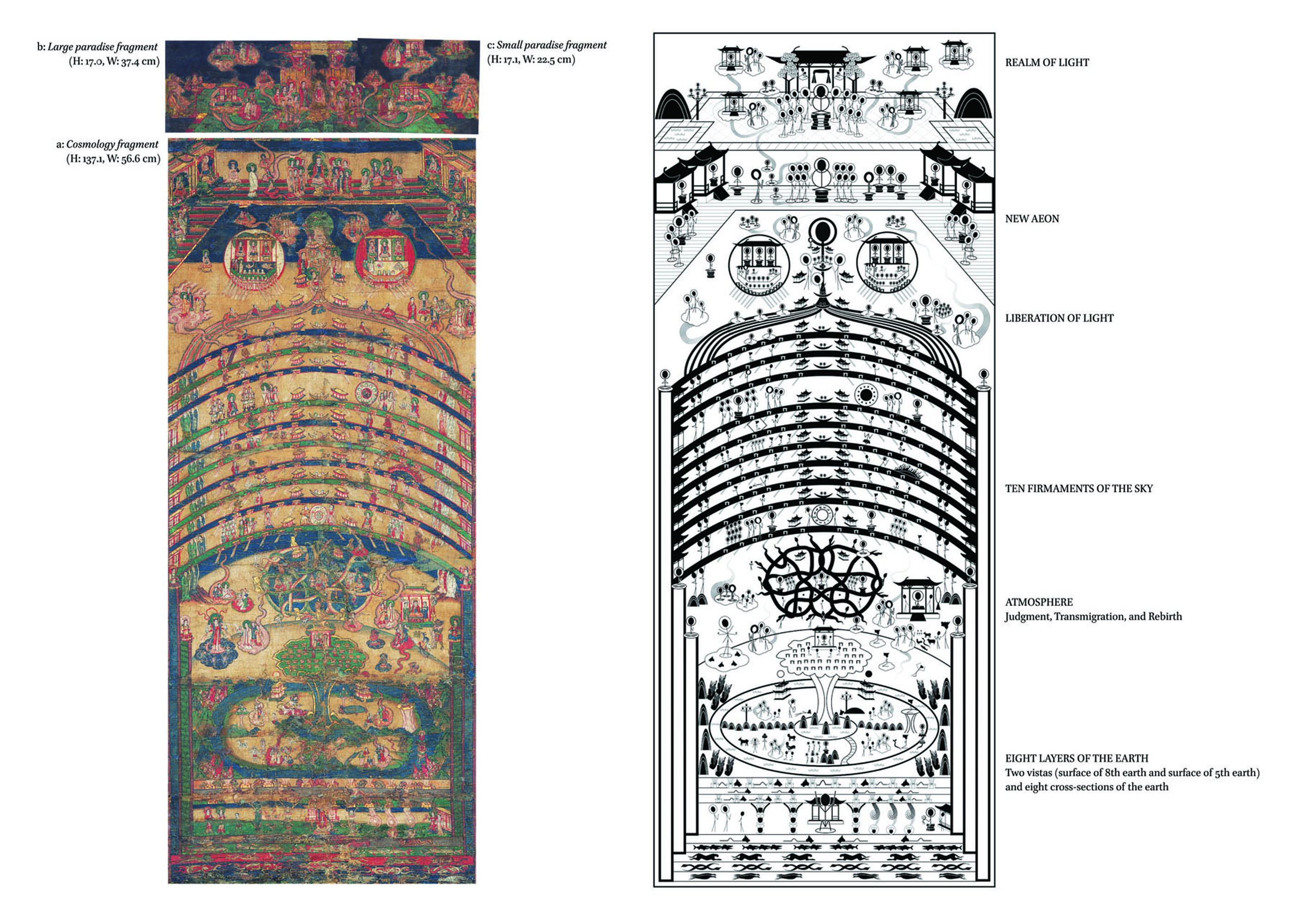
解説図（Zsuzsanna GulácsiとJason BeDuhnによる）
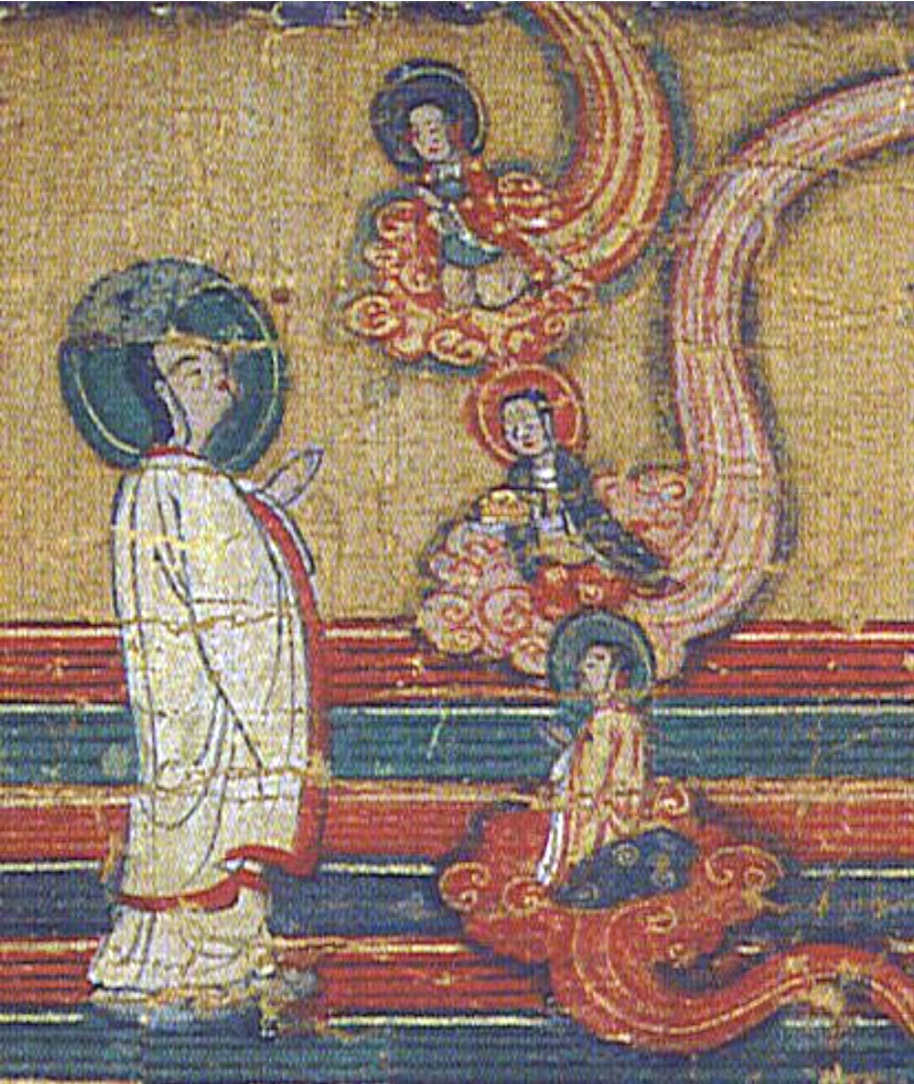
光背のあるマニ
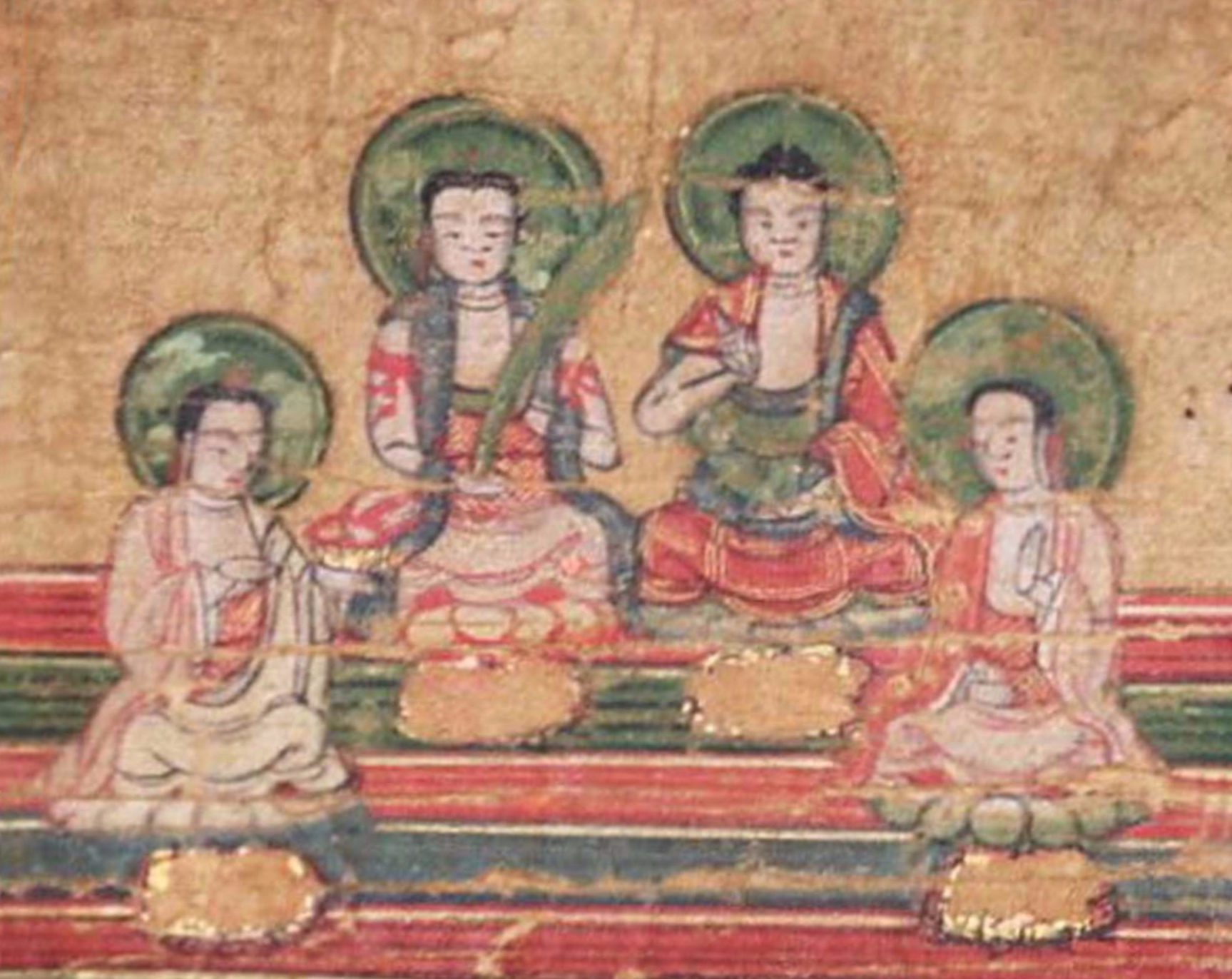
マニ、ゾロアスター、ブッダ、イエス
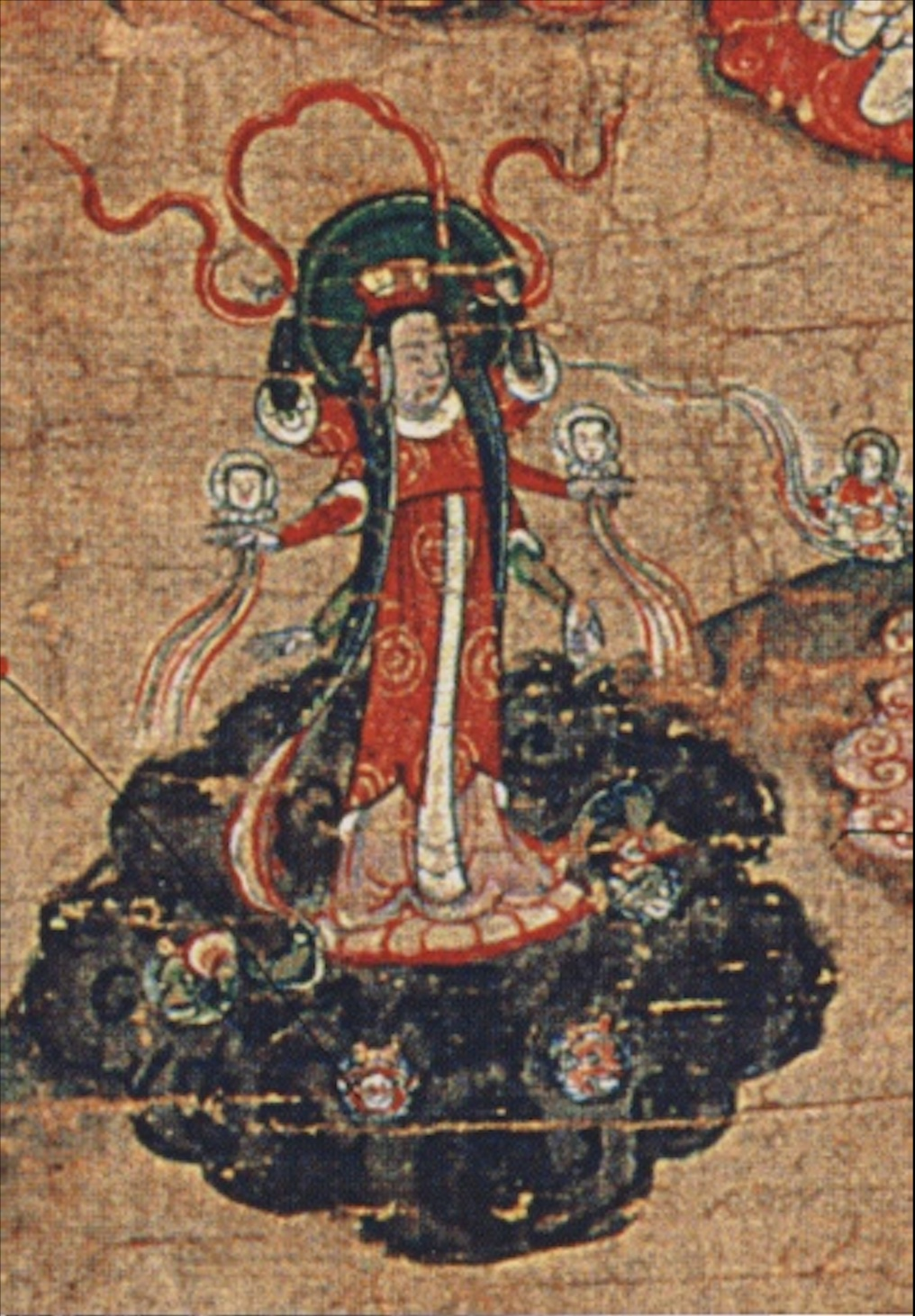
光の乙女
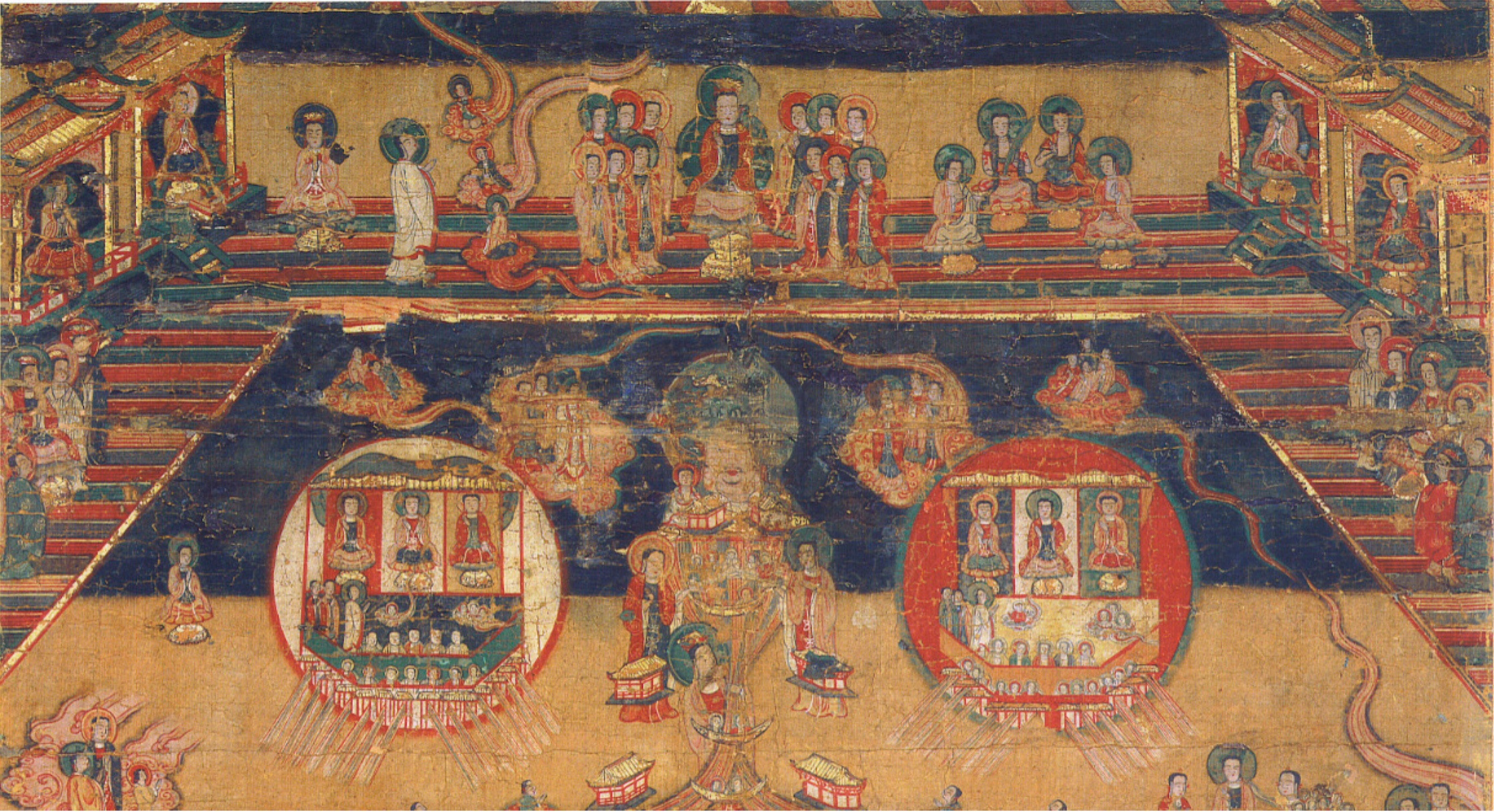
最上層の天にある月宮と日宮
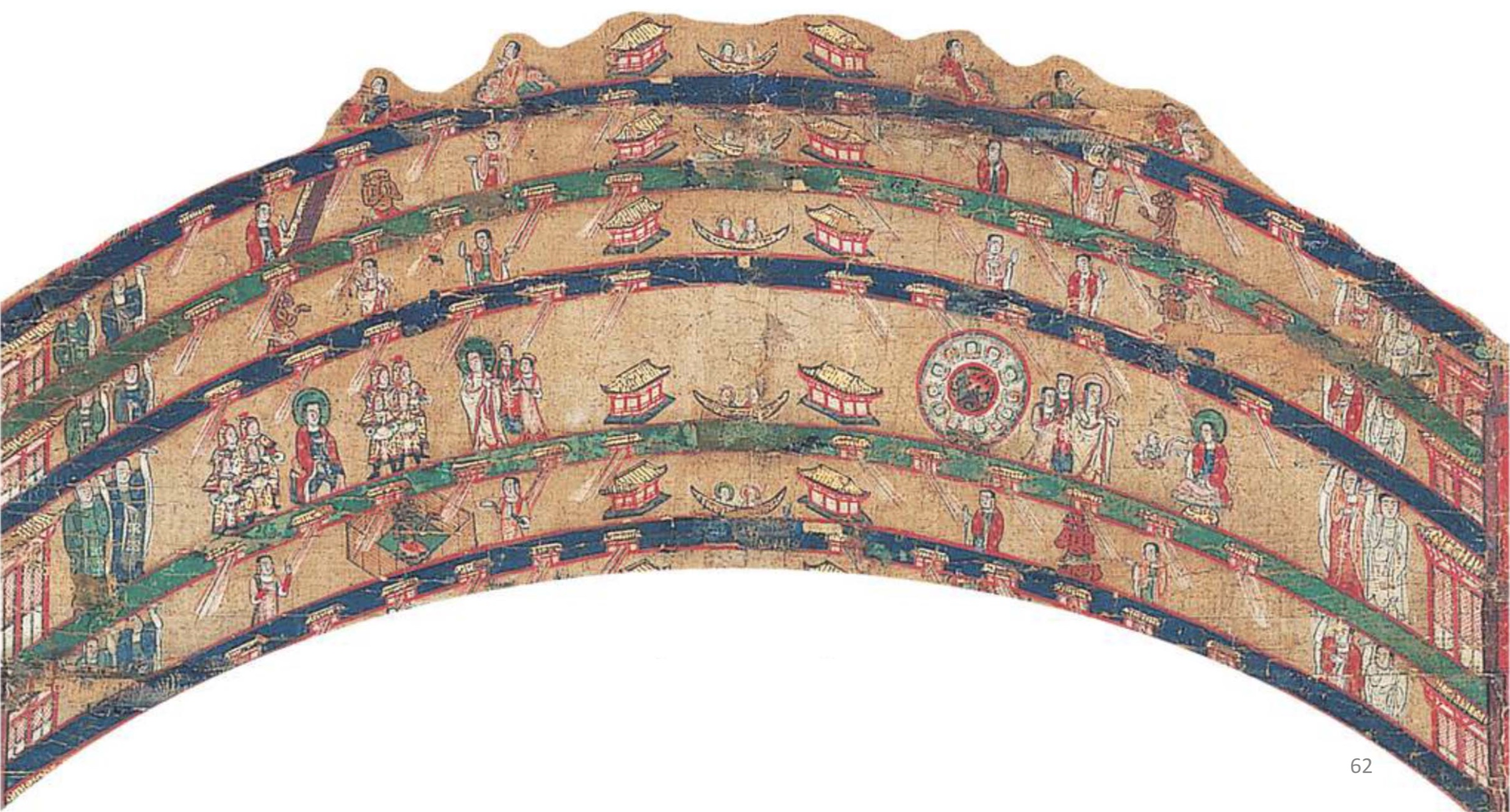
上層の天
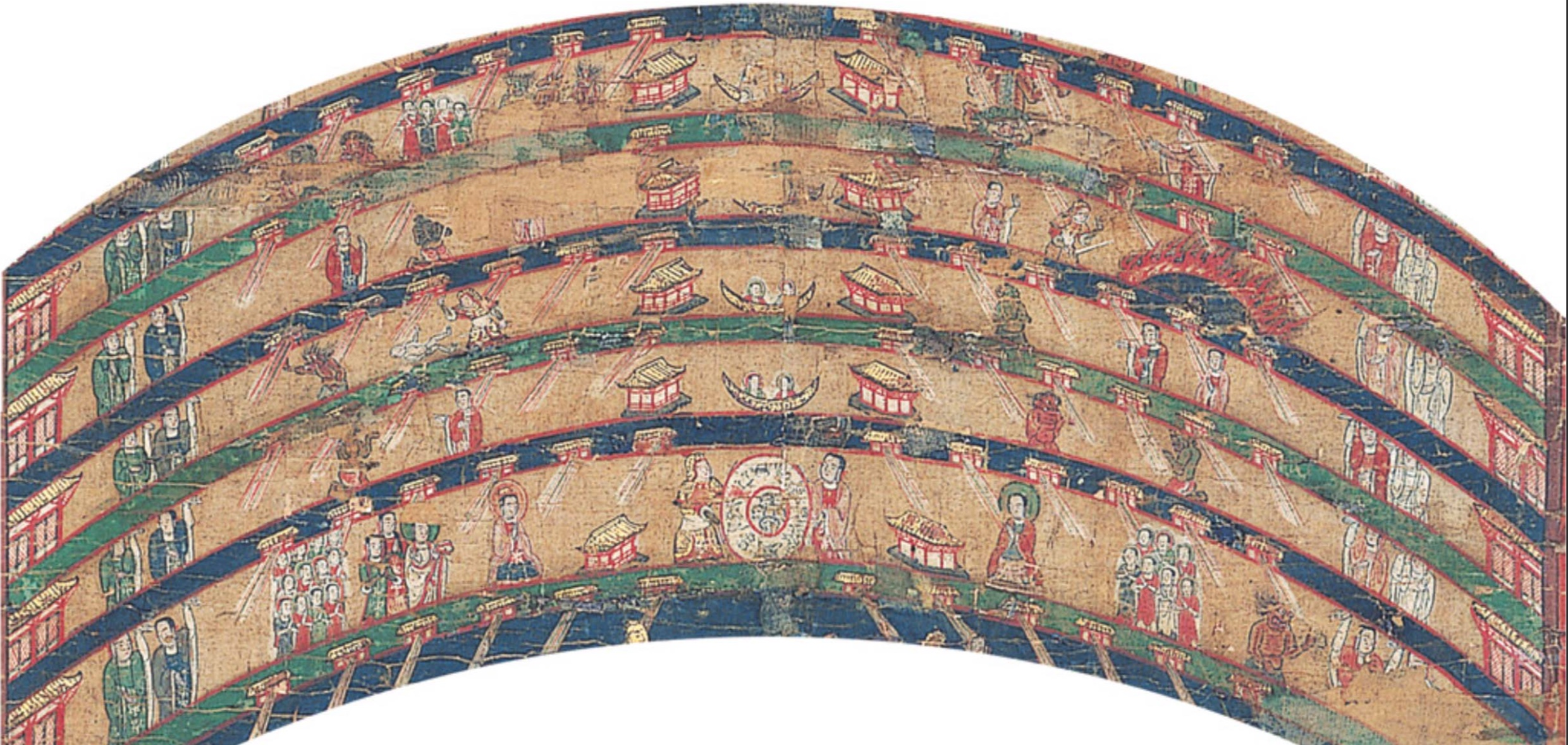
下層の天
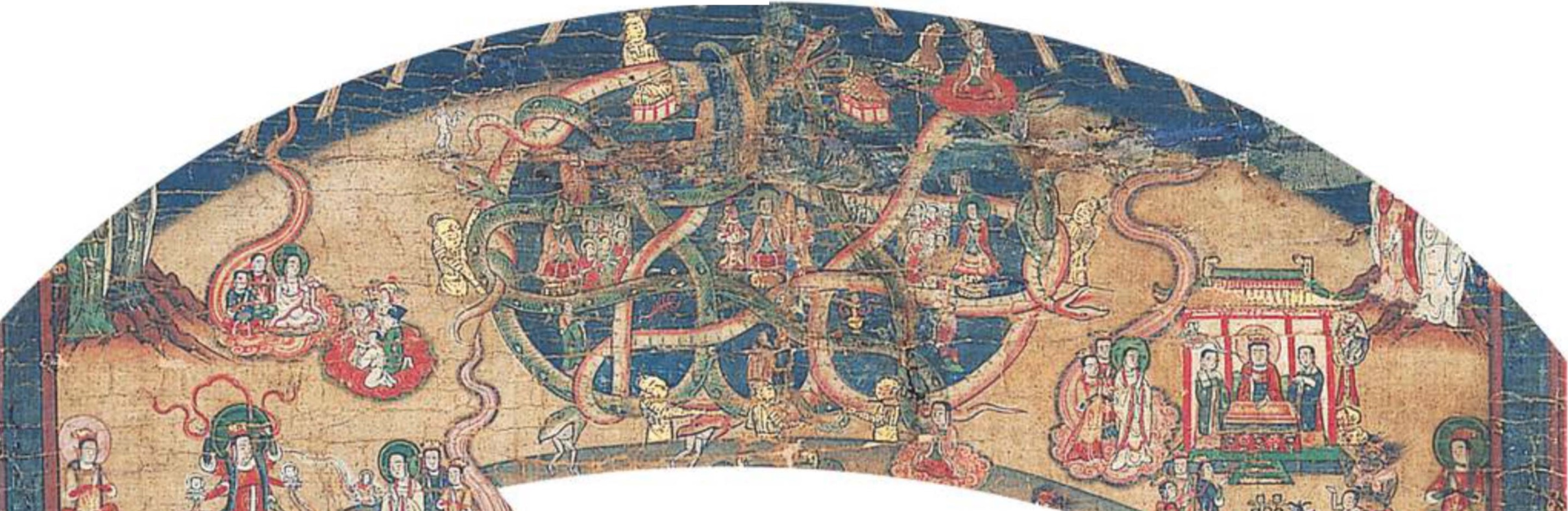
天の下の審判の場
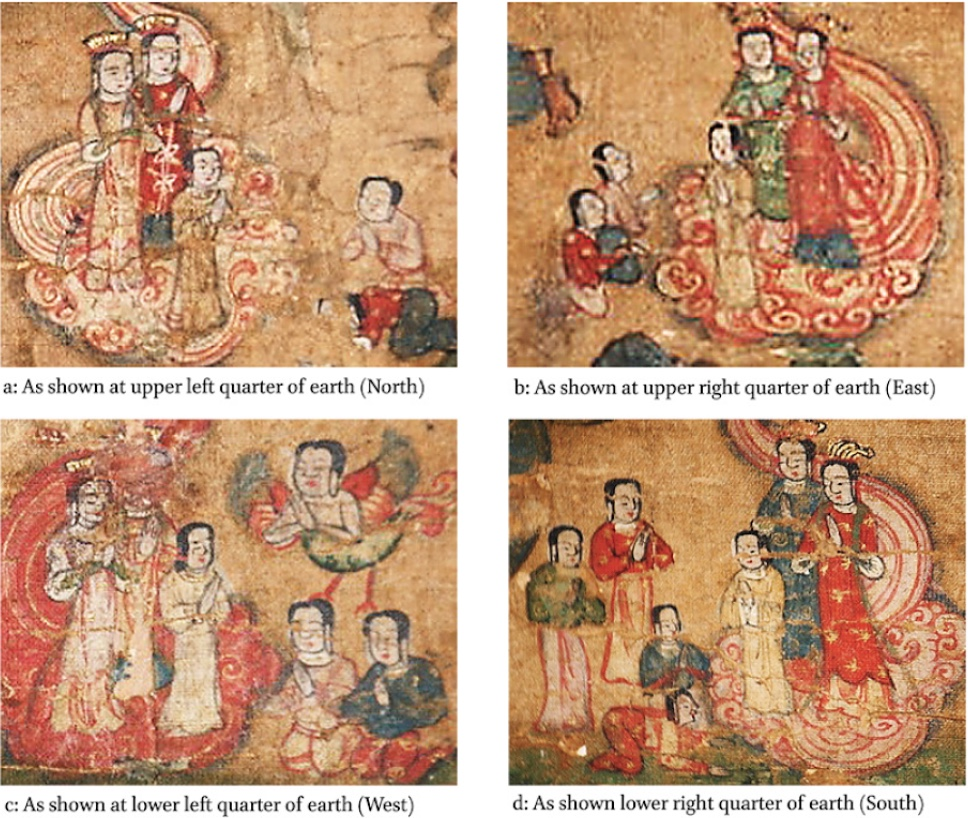
救済を求める霊魂
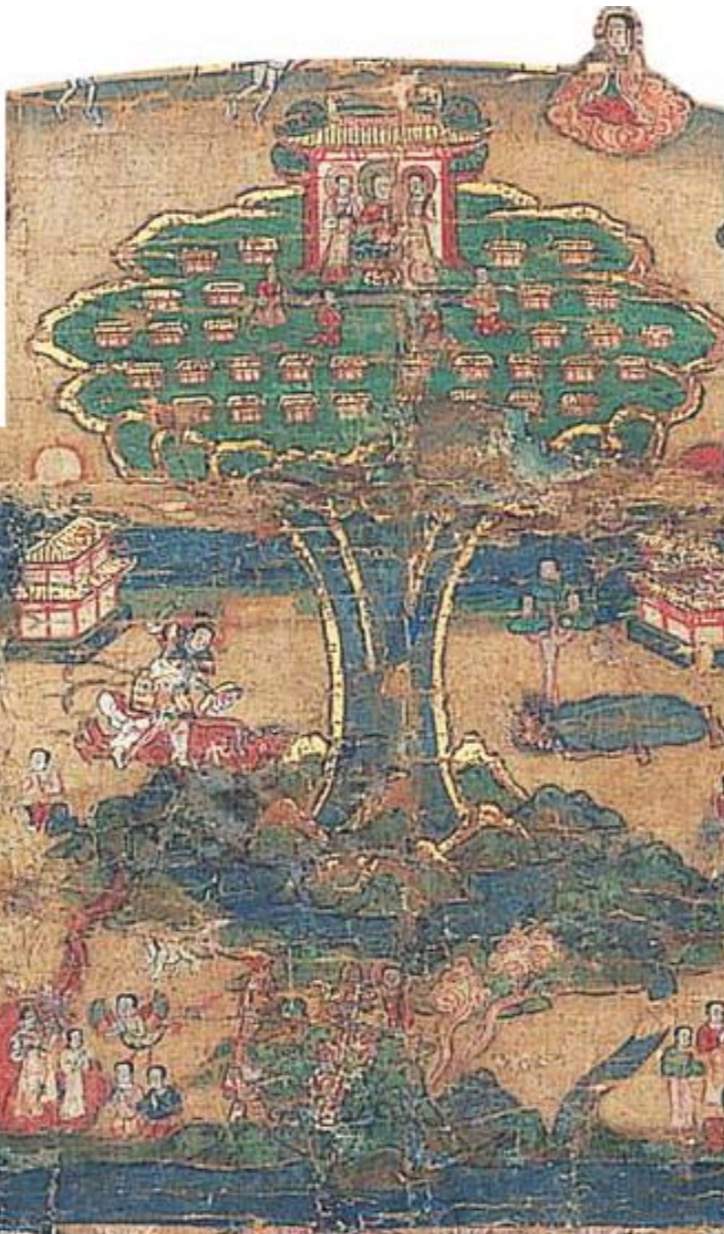
須弥山に似た大樹

## 発見

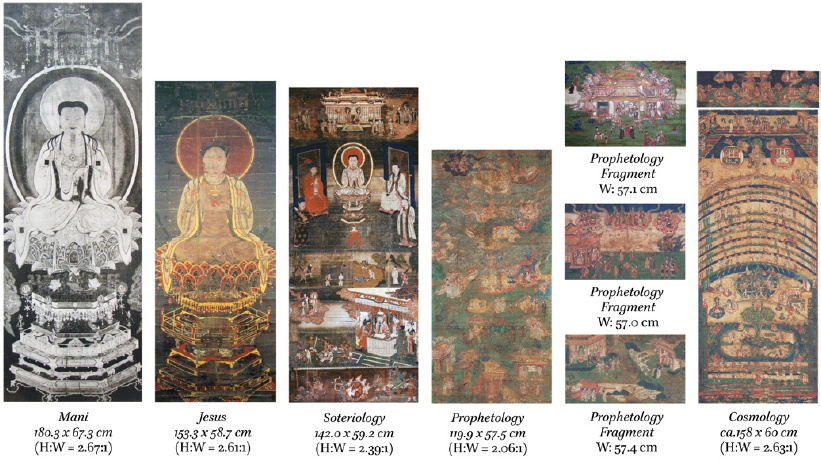
発見されたマニ教絵画

従来、マニ教絵画はトルファン出土の断片的な絵画しかなく、宇宙観の全体像も不明だった。
2006年、東北大学教授の泉武夫が、山梨県の臨済宗棲雲寺や奈良県の大和文華館に、仏教画に紛れた異教の絵画があることを指摘した。2010年、京都大学教授の吉田豊らが、これを受けて追加調査するなかで、個人蔵の本図を発見し、『宇宙図』の呼称を与えた。
本図のほか『聖者伝図1』『聖者伝図2』『聖者伝図3』『マニ像』なども発見されている。